# Laurence Collier
Sir Laurence Collier (1890-1976) was de Britse ambassadeur in Noorwegen tussen 1939 en 1950, inclusief de periode waarin de Noorse regering in ballingschap in Londen verbleef tijdens de Tweede Wereldoorlog.
Collier was de zoon van schilder John Collier en zijn eerste vrouw Marian Huxley, de dochter van Thomas Huxley (Darwin's Buldog). Hij volgde zijn opleiding aan de onafhankelijke Bedales School in Hampshire.
Collier werd onderscheiden in de Orde van Sint-Michaël en Sint-George.